# Diana and Destiny
Diana and Destiny é um filme de drama mudo produzido no Reino Unido, dirigido por Floyd Martin Thornton e lançado em 1916. É baseado em um romance de Charles Garvice.